# سخاليت (سنحان )

تعديل مصدري - تعديل

سخاليت هي إحدى قرى عزلة الحمس العدني بمديرية سنحان التابعة لمحافظة صنعاء، بلغ تعداد سكانها 357 نسمة حسب تعداد اليمن لعام 2004.